# Crónica albeldense

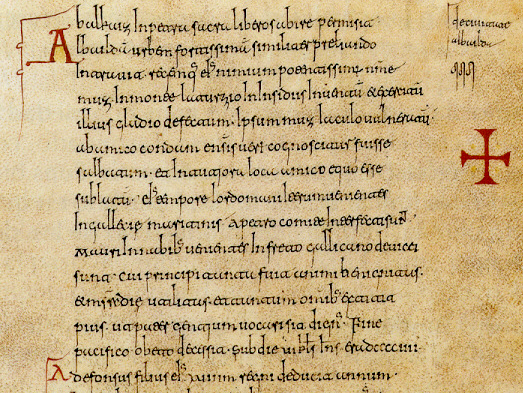
Col. derecha del folio 241r del manuscrito Códice Vigilano conteniendo la Crónica albeldense.

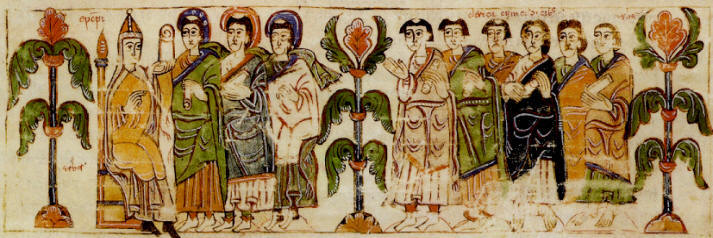
La gente de Toledo, según el Códice Vigilano, la versión más avanzada e ilustrada de la Crónica albeldense.

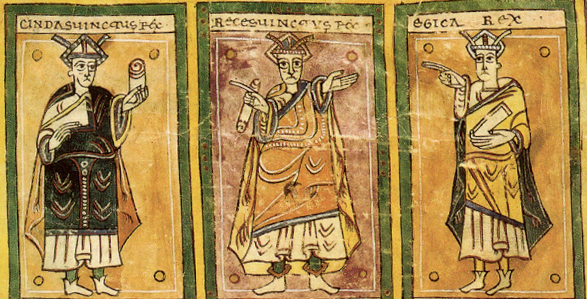
Reyes visigodos en el Codex Vigilanus

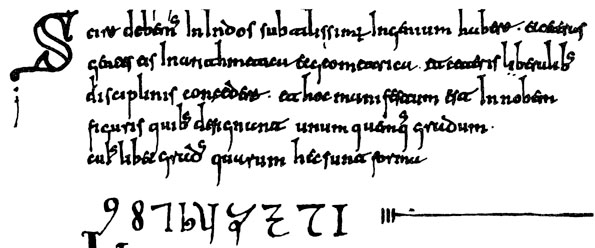
Primera representación de los números arábigos en Occidente.

La Crónica albeldense o Crónica de Albelda (Chronicon Albeldense) es una parte del Códice Vigilano o Albeldense (Codex Conciliorum Albeldensis seu Vigilanus), un manuscrito anónimo redactado en latín, iniciado en el año 883 y finalizado en 976. El Padre Moret, según el P. Flórez, lo llamó Emilianense «por haberse sacado del Archivo de San Millán de la Cogolla.» Este manuscrito fue elaborado por el monje Vigila o Vela, así como por sus discípulos Sarracino y García. Sin embargo, la Crónica albeldense propiamente dicha es un manuscrito anónimo fechado en 811.

## Contexto historiográfico

### Códice Vigilano
La primera versión de esta crónica se descubrió junto con el resto del llamado Códice Vigilano  o Albeldense (Codex Conciliorum Albeldensis seu Vigilanus). El nombre de Albeldense de este códice se explica por el monasterio de San Martín de Albelda en Albelda de Iregua, La Rioja, en cuyo scriptorium donde se recopiló una copia de esta crónica de la mano del copista y amanuense, el monje Vigila, y que completa hasta el año 976.
Sin embargo, la crónica original que sirvió de fuente a esta copia se habría elaborado en el reino astur hacia el año 881-883.
Para Manuel Gómez-Moreno, investigador que realizó una primera edición crítica, el autor del texto habría sido un monje riojano procedente del monasterio de San Prudencio de Monte Laturce, y asentado en Albelda de Iregua, con base en la precisión de datos que aporta sobre esta comarca riojana así como los detalles aportados sobre condes castellanos y alaveses así como sobre la familia muladí de los Banu Qasi asentada en el valle medio del Ebro. Por contra, Ramón Menéndez Pidal ubica su redacción en Oviedo donde la crónica fue redactada «obedeciendo al mismo regio propósito historiográfico que inspiró la redacción de la Crónica de Alfonso III, con la que guarda evidentes relaciones que podrían explicarse –según este autor– por la utilización en ambos casos de fuentes comunes.»
Entre otras informaciones útiles, el Códice Vigilano contiene la primera mención y representación de los números arábigos (excepto el cero) en Occidente.

### Crónica de Alfonso III
Tanto la Crónica rotense como la sebastianense también se conocen como la Crónica de Alfonso III que, junto con la Crónica albendense, forman las llamadas Crónicas asturianas. La tesis aceptada por la mayoría de los autores es que la crónica Albeldense habría sido la redactada en primer lugar, por lo que la Rotense y la Sebastianense serían posteriores.[cita requerida]
La redacción de esta Crónica es de un estilo muy sencillo y factual. El corpus de la obra se terminaría en el año 881. Más tarde se le añadirían dos grandes párrafos referidos a los años 882 y 883. En noviembre del 883 se incluye otro párrafo más y la Crónica Profética.
La Albeldense tiene un propósito enciclopédico.  Contiene datos muy breves de historia universal en la que se integra la historia de los reinos de la península ibérica desde tiempos bíblicos hasta el reinado de Alfonso III de Asturias.

### Crónica de Sebastián de Salamanca
Pero la cuestión sobre la filiación, si la hay, entre estas tres crónicas, sigue abierta desde que ya Claudio Sánchez-Albornoz, en un análisis del estado de la cuestión de 1930, afirmaba: «Después de cuanto queda dicho no nos parece aventurado imaginar que si el monje y el rey no se inspiraron separadamente en una fuente común hoy perdida lo que no es imposible y aún resulta probable, como ya hemos probado, fue Alfonso quien tuvo noticia de la crónica Albeldense.»
Más recientemente, en 2014, Iván Pérez Marinas, afirmaba «que el siglo IX asturiano fue muy prolijo en trabajos cronísticos, aunque solamente se hayan conservado los tres postrimeros, la Crónica rotense, la Crónica ad Sebastianum y la Crónica albeldense, ante la carente necesidad de llevar a cabo copias manuscritas de crónicas cuyo contenido aparece más completo en otras ampliamente divulgadas en los monasterios y, sobre todo, presenta una ideología acorde con la mentalidad neogótica triunfante en los siglos posteriores.» Para este autor, Sánchez-Albornoz, tenía razón sobre la existencia previa de una crónica perdida del año 800 a la que Pérez Marinas llama Crónica de Sebastián de Salamanca. Para ello aporta como argumentos que:
- Existe en las crónicas de Alfonso III un cambio de estilo a la hora de relatar el reinado de Alfonso II.
- «La semejanza textual de la Crónica albeldense y las crónicas de Alfonso III solo es posible por la dependencia de una misma fuente común.»
- En las fuentes musulmanas, inspiradas en obras del cronista cordobés Ahmad ibn Muhammad al-Razi, se detecta «una historia de los reyes de Asturias que, justo tras el reinado de Alfonso II, cambia a una tipología propia de anales debido a que el historiador cordobés utilizó la Crónica de Sebastián de Salamanca como fuente para el texto hasta el mencionado rey, mientras que para los siguientes reinados manejó anales andalusíes.»
- ¿Cómo se explica la precisión y detalle en el relato realizado durante la segunda mitad del siglo IX sobre hechos sucedidos en el siglo VIII?, salvo que hubiera un texto escrito de base redactado en fechas cercanas a aquellos hechos.
- En el siglo XVI Ambrosio de Morales afirma que «tuvo entre sus manos un códice ovetense que contenía una crónica que relataba la historia de los reyes astures desde Pelayo hasta Alfonso II.»

## Contenido  de la crónica
Respecto a la propia Crónica albeldense se divide en cinco bloques principales que describen los cinco órdenes políticos que se sucedieron en la península ibérica:
1. El Ordo Romanorum Regum (El orden de los reyes de Roma), comienza con la mítica fundación de Roma por Rómulo, pasando por varios acontecimientos hasta la caída del Imperio romano de Occidente, con una breve extensión a su sucesor directo, Bizancio.
2. El Ordo Gentis Gotorum (El orden del pueblo de los godos), comienza con el primer rey de los visigodos, Atanarico, durante la regencia del emperador Teodosio, y concluye con el desmantelamiento del reino visigodo frente a los golpes de la invasión árabe en la Era hispánica de 752 (714).
3. El Ordo Gotorum Obetensium Regum (El orden de los reyes de los godos ovetenses) trata sobre el establecimiento del nuevo orden cristiano asentado en el norte peninsular.
4. Bloque dedicado a la construcción del dominio musulmán en la península, enumerando a sus gobernantes, además de hacer una digresión en la predicación de Mahoma.
5. La Additio de Regibvs Pampilonensibvs (Adición sobre los reyes de los pamplonenses) es una breve descripción de la formación de la segunda estructura política cristiana septentrional, el reino de Pamplona, competidor del reino asturiano desde finales del siglo IX y principios del X. Esta última parte está incluida en la edición realizada por Gil Fernández y se explica por la interpolación procesada en el manuscrito de origen riojano, territorio progresivamente insertado en la esfera de influencia del futuro Reino de Pamplona.

### Historia del mundo
La Crónica albeldense no recoge información exclusiva de la península ibérica, sino que su contribución es mucho más amplia, aportando referencias históricas y geográficas sobre el resto del mundo (Roma...).

### Geografía y cultura
Además de su aspecto histórico, más conocido, también es una importante fuente de datos geográficos sobre la península ibérica (montañas, ríos...) y culturales (léxico...).
Esta crónica se escribe en el momento de transición entre la Hispania visigoda, reducida a su mínima expresión tras la invasión musulmana del año 711, y una nueva Hispania cristiano-astur nacida de la Reconquista.

### Historia de Hispania
En un formato de crónica histórica, relata pasajes de la historia antigua y de Hispania y supone una de las escasas fuentes conservadas de estudio del periodo final de la monarquía hispanovisigoda, la invasión y asentamiento del poder Omeya en la península, y la génesis del Reino de Asturias.
Se cree que fue confeccionada por un eclesiástico llamado Dulcidius o Dulcidio, con supervisión directa del propio rey. Por ello, tiene el sesgo goticista propio de las últimas décadas del Reino de Asturias.
Comienza narrando la historia de Roma, pasa por los reyes visigodos y, por último, habla de los reyes asturianos, desde Pelayo hasta Alfonso III.
El pasaje más importante para la historia de la Reconquista es un breve relato de la victoria de Don Pelayo. Es considerado como el texto más cercano a la realidad histórica [cita requerida] a la que posteriormente se añadiría la narración completa del episodio de Covadonga en las crónicas alfonsinas. En esta versión primitiva, que no ha sufrido interpolaciones, Pelayo se oculta en una cueva del monte Auseva (Asturias) y es perseguido por Al Qama hasta el valle de Liébana (Cantabria) donde tiene lugar la contienda final. 

Pelagio, hijo de Veremundo, sobrino de Roderico, rey toledano. Fue el primero que vino a los montes de Asturias, y se ocultó en una cueva de las peñas de Ánseba...El primero que reinó en Asturias, fue Pelagio, que residió en Canicas diecinueve años. Expulsado de Toledo por el rey Witiza, entró en Asturias después que los sarracenos ocuparon a Spania. Reinando Juzeph en Córdoba, y Munuza en la ciudad de Gegio. Pelagio se rebeló antes que otro alguno en Asturias. Destruyó a los Ismaelitas, quedó muerto su general Alcamano (Al Qama), y prisionero el obispo Opa. Por último, Mounuza también perdió la vida, y el pueblo cristiano recobró la libertad. Los que del ejército sarraceno escaparon de la espada, fueron por juicio de Dios oprimidos y sepultados por el monte Liébana, y el reino de los astures quedó erigido por la divina Providencia. Murió el referido Pelagio en el lugar de Canicas en la era 775.